# Beehive Forum
Beehive Forum es un sistema de foros gratuito y de código abierto utilizando el lenguaje de scripting PHP y el software de base de datos MySQL.
La principal diferencia entre Beehive y la mayoría de software de foro es su interfaz basada en marcos, que enumera los títulos de debate de la izquierda y muestra su contenido a la derecha.

## Características
Otras características que diferencian a Beehive de la mayoría de los foros son:
- Dirige respuestas a usuarios específicos  y/o mensajes.
- HTML seguro publicación (código malicioso es despojado a cabo), en lugar de BBCode, mediante el editor WYSIWYG, barra de herramientas de ayuda, o escribir manual.
- Un sistema de relaciones, lo que permite a los usuarios omitir los usuarios y / o firmas que no les gustan.
- Filtrado foro de la palabra-de ancho y cada usuario de gran alcance, incluyendo una opción de la expresión regular.
- Un sistema de votación flexible, permitiendo votación pública o privada, las respuestas agrupadas, y los diferentes modos de resultado.
- Un built-in "modo de luz" que permite el acceso básico foro de PDAs y mobilephones web habilitados.

Beehive es utilizado por el popular sitio web de tecnología de Reino Unido The Inquirer en Hermits Cave Message Board.

## Seguridad y vulnerabilidades
- En mayo de 2007 Beehive Forum fue seleccionado como uno de los foros más seguros de una selección de 10 Software de código abierto probado por Dragos Lungu Dot Com.
- El 28 de noviembre de 2007 Nick Bennet y Robert Brown, de Symantec Corporation descubrió un fallo de seguridad relacionado con la base de datos de control de entrada de la Beehive. La vulnerabilidad podría "permitir que un usuario remoto ejecutar ataques de inyección SQL". El fallo afectó a todas las versiones del software hasta 0.7.1. El equipo del Beehive Forum respondió muy rápidamente con un arreglo, en la forma de la versión 0.8 del software, más tarde ese día.